# Kaigaun
Kaigaun (nep. कैगाउँ) – gaun wikas samiti w zachodniej części Nepalu w strefie Karnali w dystrykcie Dolpa. Według nepalskiego spisu powszechnego z 2001 roku liczył on 89 gospodarstw domowych i 485 mieszkańców (249 kobiet i 236 mężczyzn).